# Daisongcun
Daisongcun (kinesiska: 代宋村, 代宋村乡) är en socken i Kina. Den ligger i provinsen Henan, i den centrala delen av landet, omkring 190 kilometer nordost om provinshuvudstaden Zhengzhou.
Genomsnittlig årsnederbörd är 661 millimeter. Den regnigaste månaden är juli, med i genomsnitt 245 mm nederbörd, och den torraste är januari, med 4 mm nederbörd.